# سفارة ألمانيا في كندا
سفارة ألمانيا في كندا هي أرفع تمثيل دبلوماسي لدولة ألمانيا لدى كندا. تقع السفارة في أوتاوا وهي تهدف لتعزيز المصالح الألمانية في كندا.

## وصلات خارجية
- الموقع الرسمي
- قائمة سفارات ألمانيا
- قائمة السفارات في كندا